# Revolutions (Jean-Michel Jarre)
Revolutions is het zesde reguliere studioalbum van Jean-Michel Jarre, voor het eerst uitgebracht in 1988. Het album bevat verschillende stijlen, waaronder symfonische industrial, lichte gitaarpop en etnische electro-jazz. Het album bereikte nummer 2 in de Britse hitparade, Jarres beste positie sinds Oxygène. Het concert Destination Docklands op de Docklands in Londen viel samen met de release van het album.

## Over het album
Er zijn twee versies van het album, elk met een andere versie van het nummer Revolutions. De versie op de heruitgave van het album heet Revolution, Revolutions. In het nummer Revolutions wordt de inleidende melodie gespeeld op een Turkse fluit, terwijl in het nummer Revolution, Revolutions gebruik wordt gemaakt van een Arabisch strijkorkest. Deze versie heeft ook een andere vocale ondersteuning. Het nummer Revolutions bevat bewerkte samples van een onuitgegeven compositie van de Turkse muzikant Kudsi Erguner, die Jarre had verkregen van de etnoloog Xavier Bellenger. Erguner bracht de zaak voor de rechter en won een bescheiden vergoeding. Jarre verwijderde de ney uit latere uitgaven en uit live-uitvoeringen.
Het nummer London Kid was een samenwerking met Hank B. Marvin. Marvin woonde in Perth, Australië toen hij en Jarre het nummer samen componeerden over de telefoon.
Het nummer September is opgedragen aan de Zuid-Afrikaanse ANC-activiste Dulcie September, die in Parijs werd vermoord op 29 maart 1988.

## Tracklist

### Oorspronkelijke uitgave (1988)
1. "Industrial Revolution" – 16:33
  1. "Overture" – 5:20
  2. "Part 1" – 5:08
  3. "Part 2" – 2:18
  4. "Part 3" – 3:47
2. "London Kid" – 4:34
3. "Revolutions" – 5:01
4. "Tokyo Kid" – 5:22
5. "Computer Weekend" – 5:00
6. "September" – 3:52
7. "The Emigrant" – 3:56

### Heruitgave (1994)
1. "Industrial Revolution: Overture" – 5:20
2. "Industrial Revolution: Part 1" – 5:08
3. "Industrial Revolution: Part 2" – 2:18
4. "Industrial Revolution: Part 3" – 4:47
5. "London Kid" – 4:34
6. "Revolution, Revolutions" – 4:55
7. "Tokyo Kid" – 5:18
8. "Computer Weekend" – 4:38
9. "September" – 3:52
10. "The Emigrant" – 4:05

## Medewerkers
- Jean-Michel Jarre – Synclavier, Roland D-50, Fairlight CMI, Synthex, EMS Synthi AKS, OSC OSCar, EMS Vocoder, Dynacord ADD1, Cristal Baschet, Akai MPC60, programmering drums, slagwerk
- Guy Delacroix – basgitaar
- Sylvain Durand – Fairlight CMI op London Kid
- Kudsi Erguner – Turkse fluit (ney) op Revolutions
- Michel Geiss – ARP 2600, Kawai K5, Geiss Matrisequencer, Cavagnolo MIDY 20, Elka AMK 800
- Joe Hammer – drums Simmons SDX, Dynacord ADD1
- Hank B. Marvin – gitaar op London Kid
- Jun Miyake – trompet, megafoon
- Dominique Perrier – E-mu Emulator, Fairlight CMI, Ensoniq ESQ-1, Roland D-50, Synthex, OSC OSCar, programmering Akai MPC60
- Francis Rimbert – aanvullende synthesizerprogrammering